# Прапор Кіясовського району
Прапор Кіясовського району є одним з офіційних символів муніципального утворення Кіясовський район Удмуртії, Росія. Прапор повністю дублює герб Кіясовського району.

## Опис
Прапор району являє собою пересічне поле червленого (червоного) та сріблястого (білого) кольорів з виникаючою червленою (червоною) кулею, обмеженою також виникаючим сріблястим (білим) кільцем, яке з'єднане із золотими колосками, що розходяться подібно променям сонця. На чолі кулі та кільця знаходиться срібляста (біла) фігура людини-лебедя. на грудях у якої — червлений (червоний) грецький хрест з клинчасто-роздвоєними кінцями.